# Ditaxis dioica
Ditaxis dioica är en törelväxtart som beskrevs av Carl Sigismund Kunth. Ditaxis dioica ingår i släktet Ditaxis och familjen törelväxter. Inga underarter finns listade i Catalogue of Life.